# Język kamaru
Język kamaru – język austronezyjski używany w indonezyjskiej prowincji Celebes Południowo-Wschodni, przez grupę ludności we wschodniej części wyspy Buton. Według danych szacunkowych z 2012 r. posługuje się nim 4–5 tys. osób.
Jego użytkownicy zamieszkują kilka miejscowości (Suandala, Wonco, Siribatam, Raba, Kamaru, Bonelalu, Lasimbangi) na wschodnim wybrzeżu wyspy.
Jest blisko spokrewniony z językiem wolio.
Nie został bliżej opisany, dostępne dane ograniczają się do list słownictwa.